# Epinotia solandriana
Epinotia solandriana là một loài bướm đêm thuộc họ Tortricidae. Nó được tìm thấy ở châu Âu.

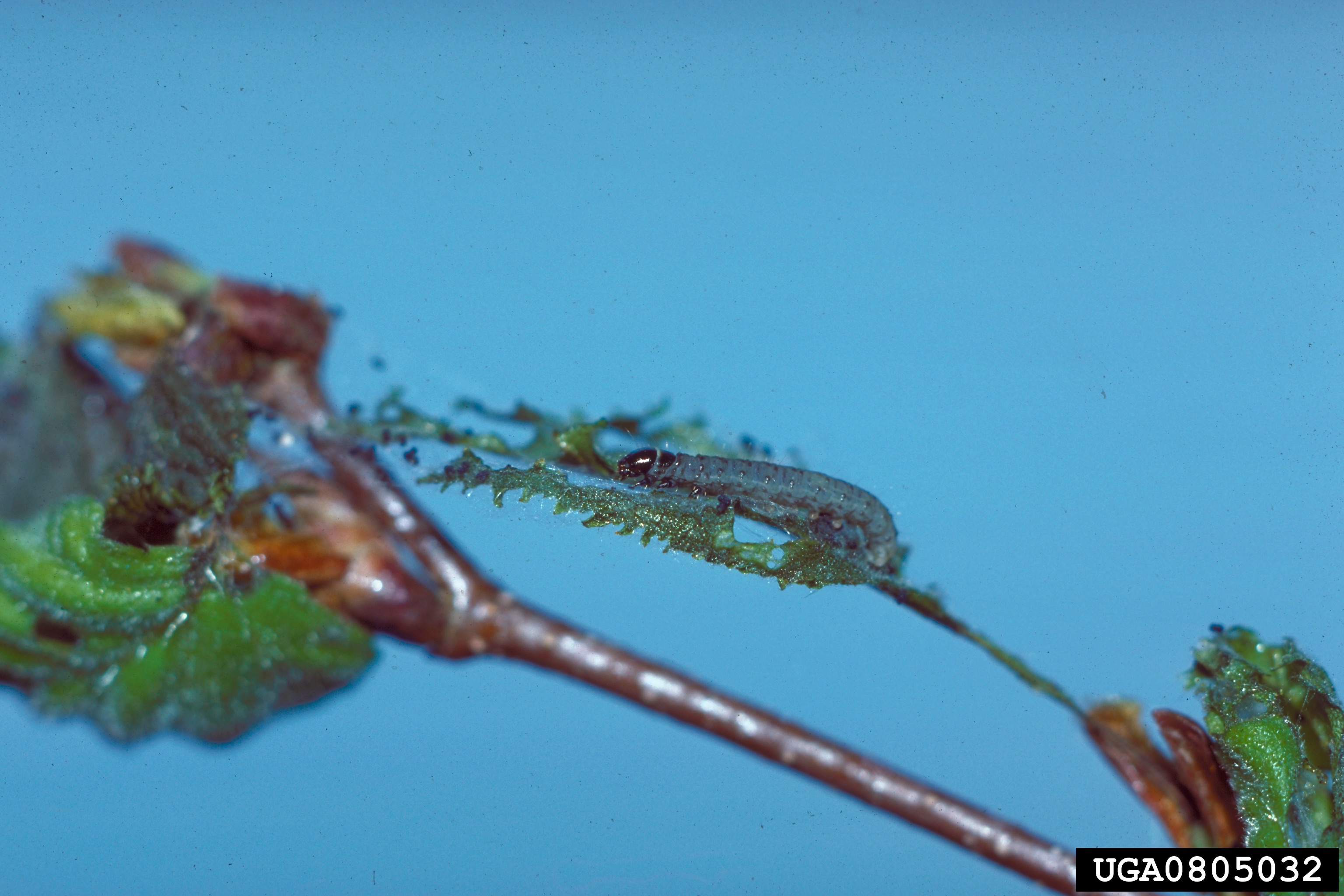
Caterpillar

Sải cánh dài 16–21 mm. Con trưởng thành bay làm một đợt từ tháng 7 đến tháng 9 tùy theo địa điểm.
Ấu trùng chủ yếu ăn Birch, Corylus avellana và Willow.

## Hình ảnh

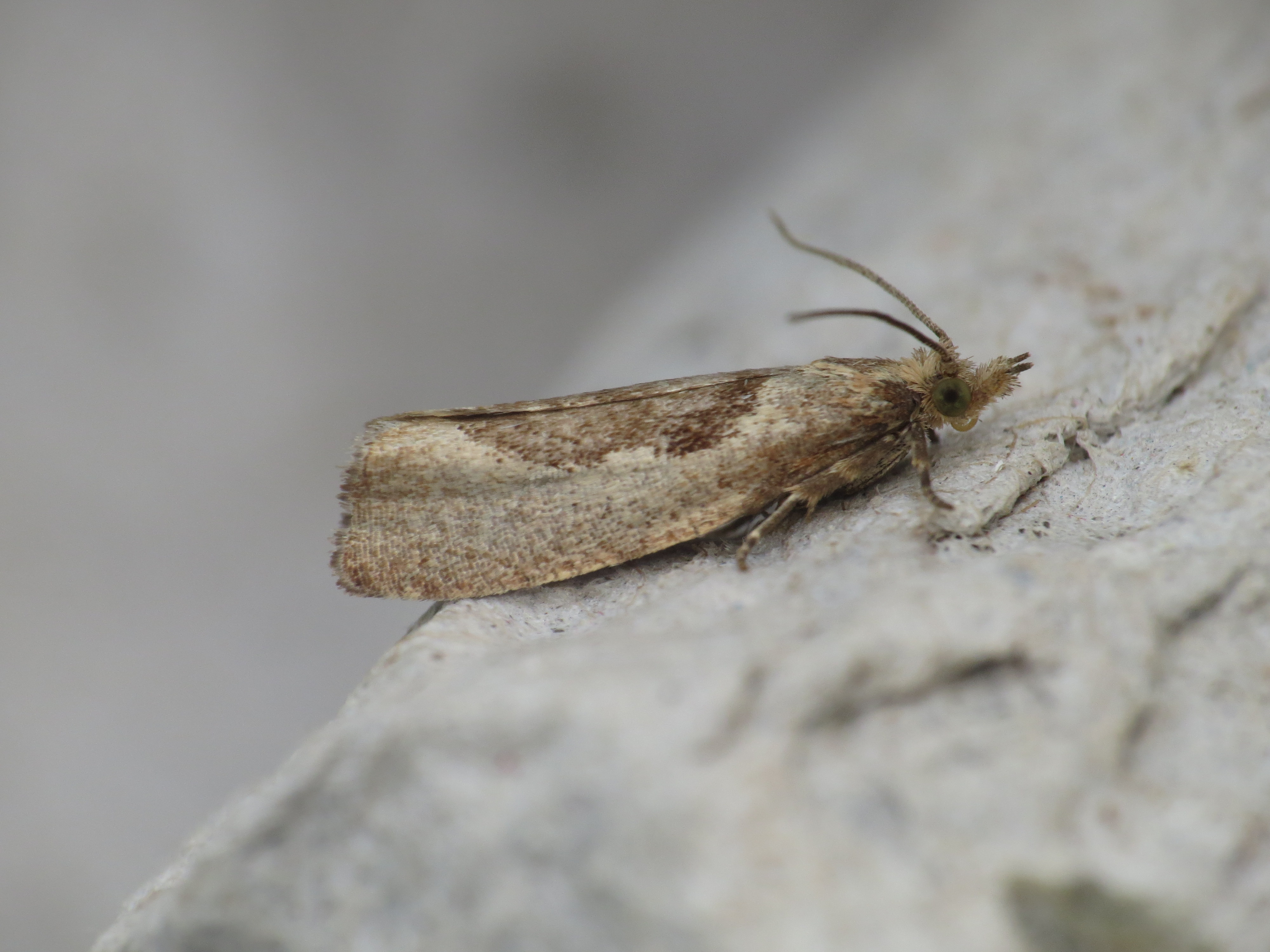
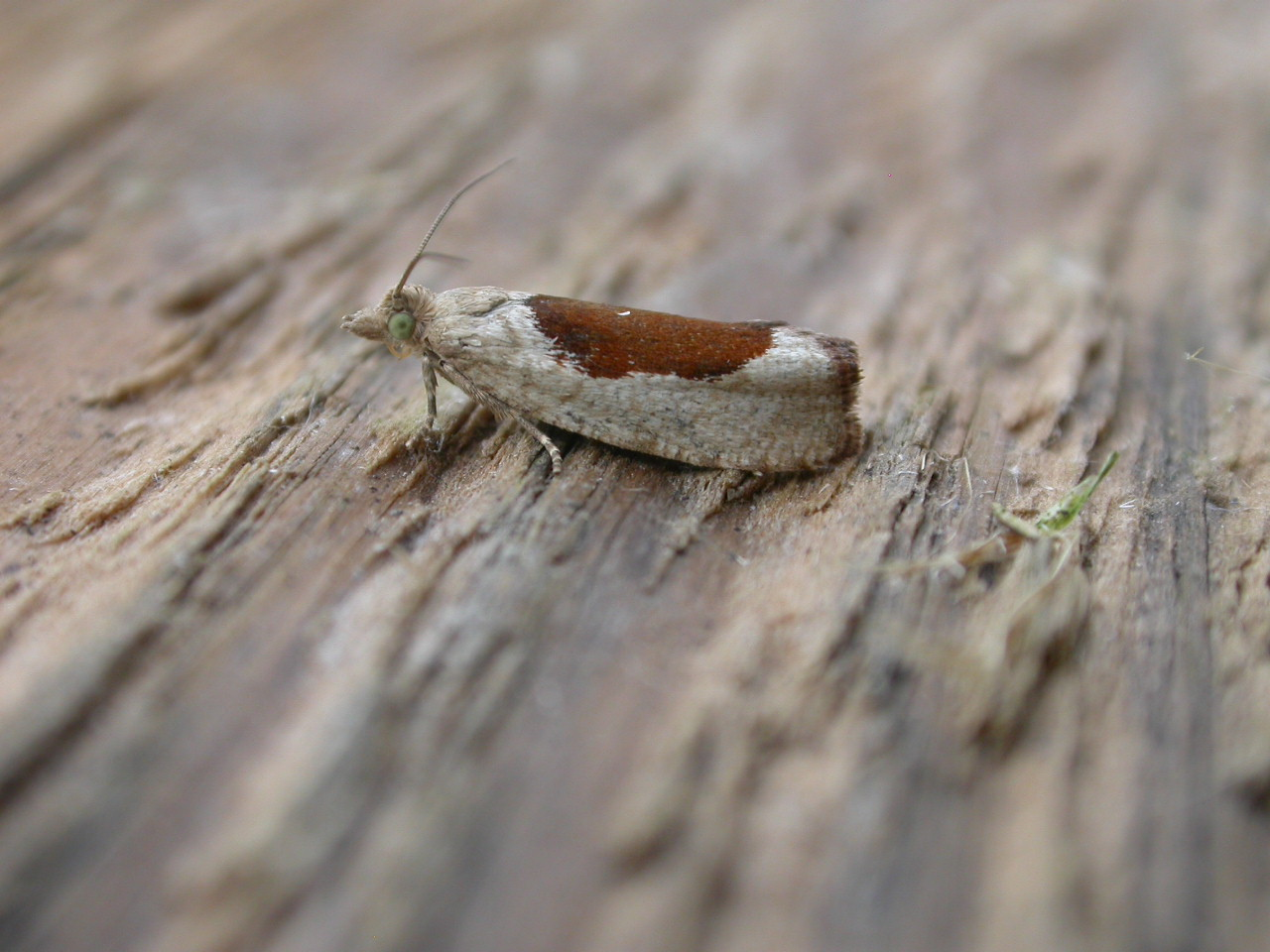
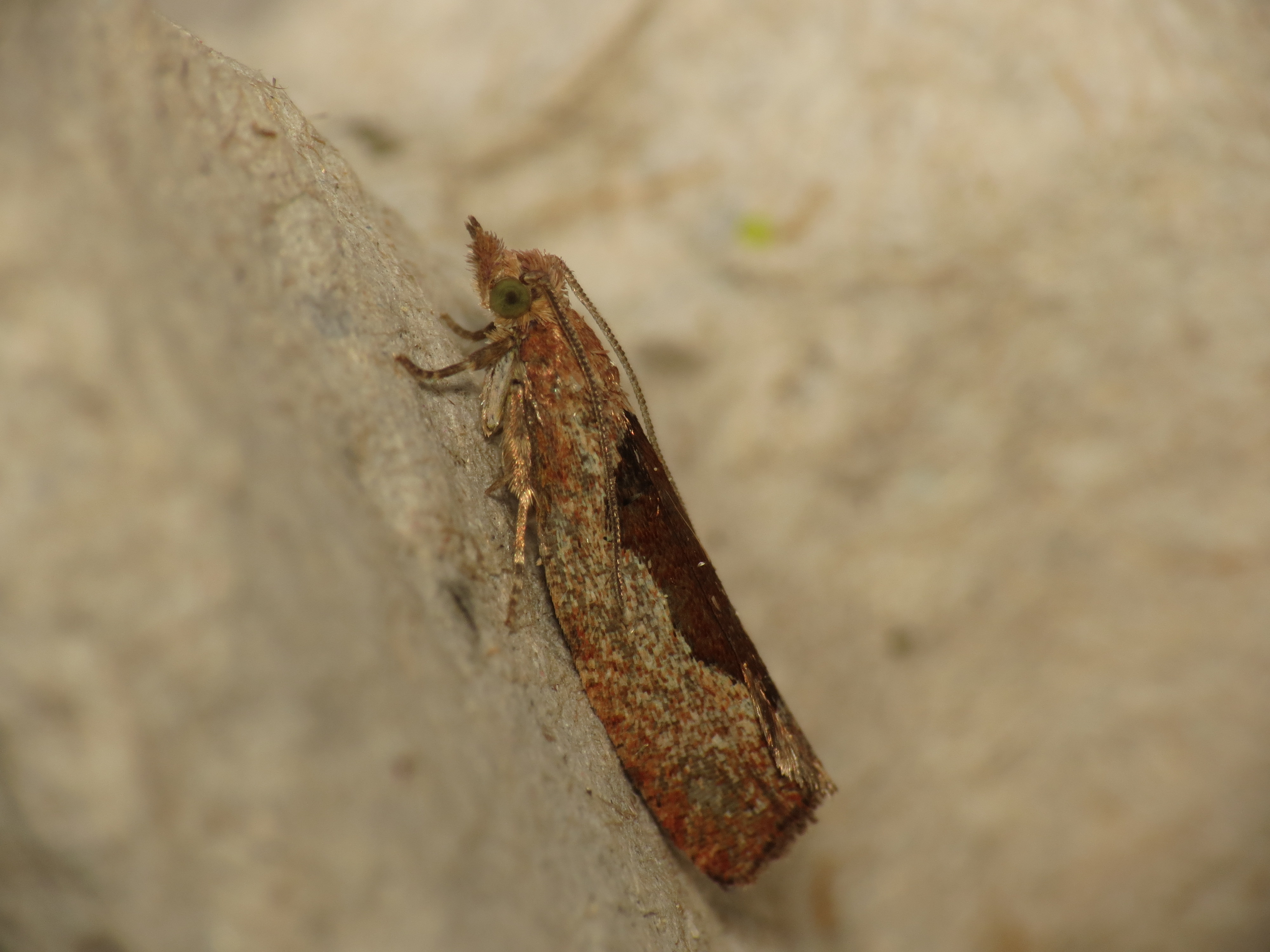
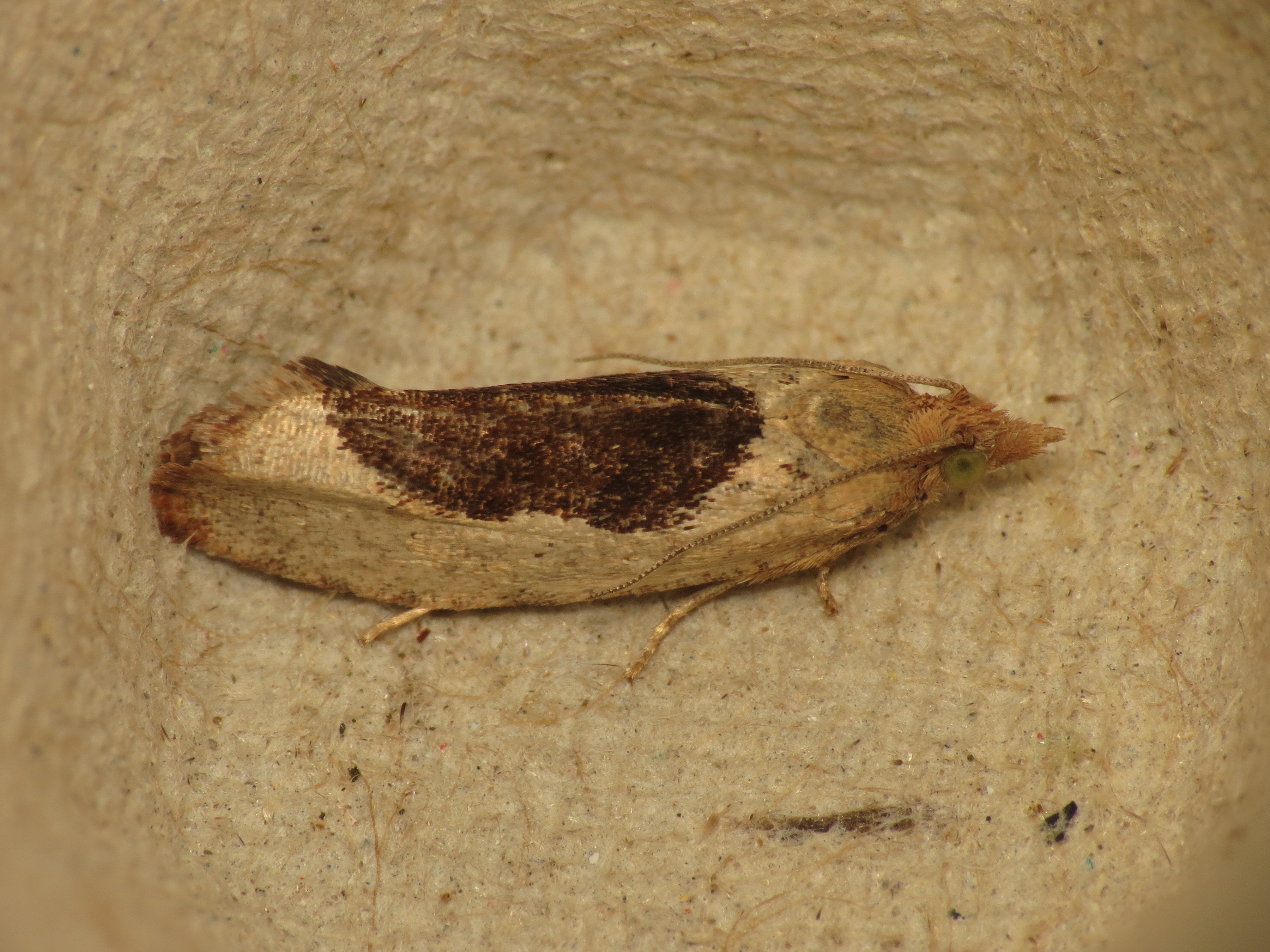